# Bièvres, Aisne
Bièvres är en kommun i departementet Aisne i regionen Hauts-de-France i norra Frankrike. Kommunen ligger  i kantonen Laon-Sud som ligger i arrondissementet Laon. År 2022 hade Bièvres 80 invånare.

## Befolkningsutveckling
Antalet invånare i kommunen Bièvres
Referens: INSEE